# Rambus Inline Memory Module

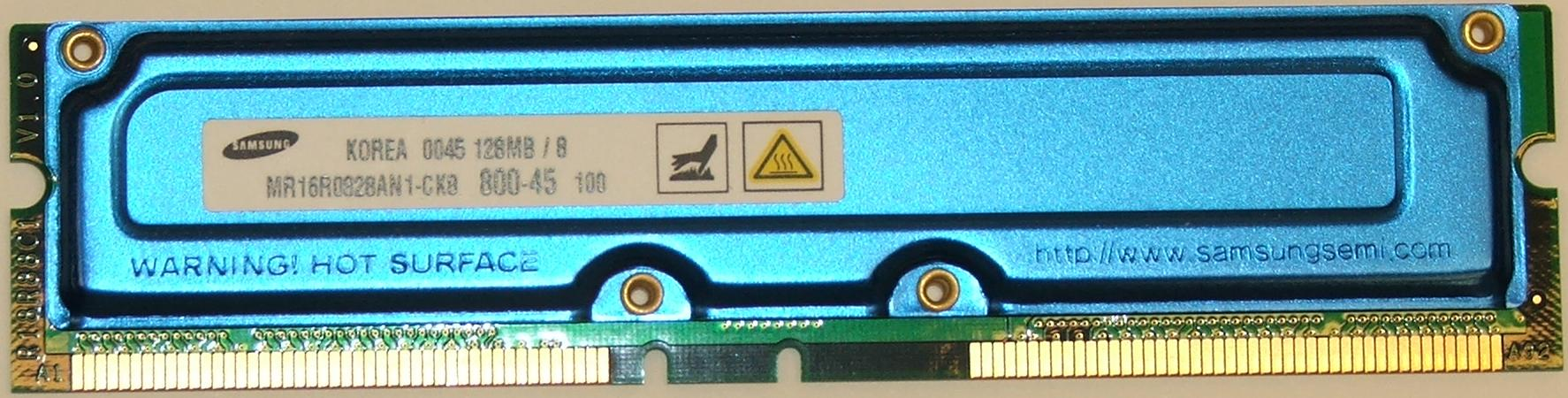
RIMM-Modul mit Hinweis auf Heiße Oberfläche

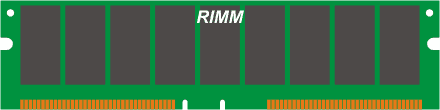
RIMM

Das Rambus Inline Memory Module (RIMM) ist ein Speichermodul für die Rambus-Architektur.
Ein RIMM besitzt 184 Kontakte auf beiden Seiten und kann 16 Speicherbausteine aufnehmen. Die Datenbreite beträgt 16 Bit (18 mit ECC). 
Spätere Speicherbausteine mit 32 Bit Datenbreite haben 232 Kontakte.
Nachdem Intel die Unterstützung für RDRAM durch eigene Chipsätze einstellte, werden RIMM-Module nur noch in Servern bzw. Supercomputern von z. B. Cray und HP, aber auch in der PlayStation 3 eingesetzt. Die RIMM-Preise sind deshalb sehr hoch.